# Rheda-Wiedenbrück
Rheda-Wiedenbrück település Németországban, azon belül Észak-Rajna-Vesztfália tartományban. Lakosainak száma 49 849 fő (2023. december 31.). Rheda-Wiedenbrück Gütersloh, Rietberg, Langenberg, Oelde és Herzebrock-Clarholz községekkel határos.

## Fekvése
Bielefeldtől délnyugatra az Ems partján fekvő település.

## Leírása
A település 1970-ben két önálló városból egyesült. Mindkét városrész megőrizte régi városképét.

### Rheda
Rhedában figyelemre méltó a von Bentheim-Tecklenburg-Rheda fejedelmek kastélya és egy 17. századi reneszánsz épület várkápolnával és román kapuzattal.

### Wiedenbrück
Wiedenbrück Vesztfália egyik legrégebbi városa, már 952-ben pénzverő és városjogot kapott. Sok a 16.-17. századból való gazdagon díszített favázas ház található itt.
13.-16. században épült a Szt. Aegidius alapítványi-templom (St. Aegidien Stiftskirche), 1470-ben épült a Mária-templom (Marienkirsche), mindkettő szép belső kiképzéssel és berendezéssel.

## Galéria

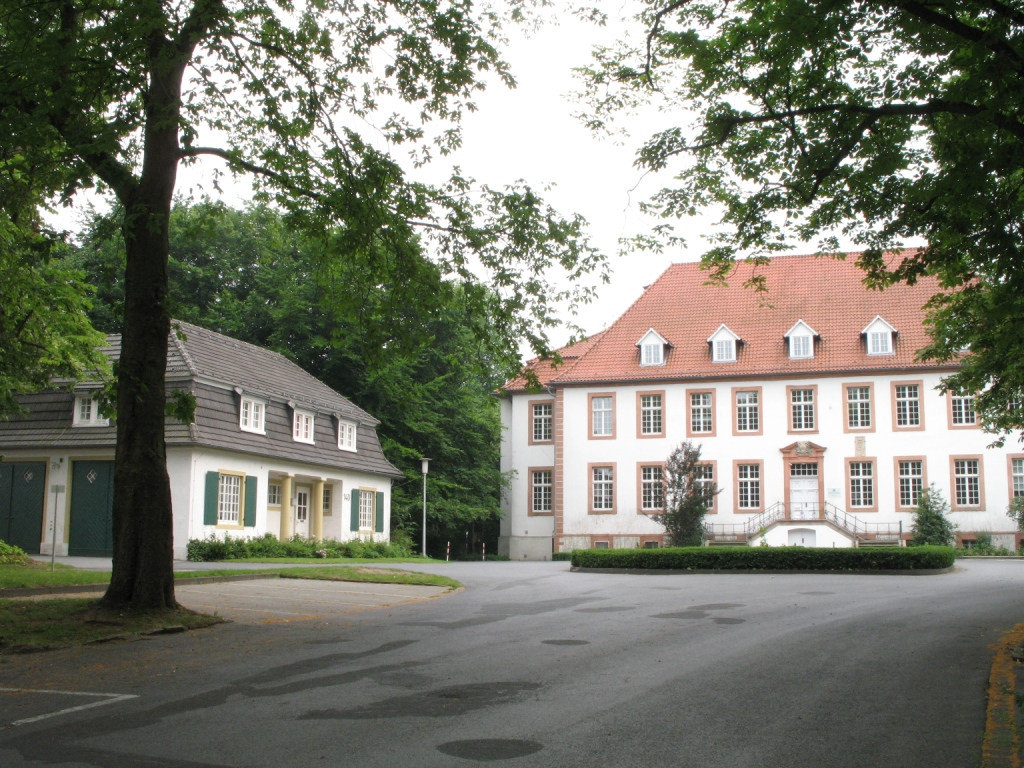
Wiedenbrück, Reckenberg
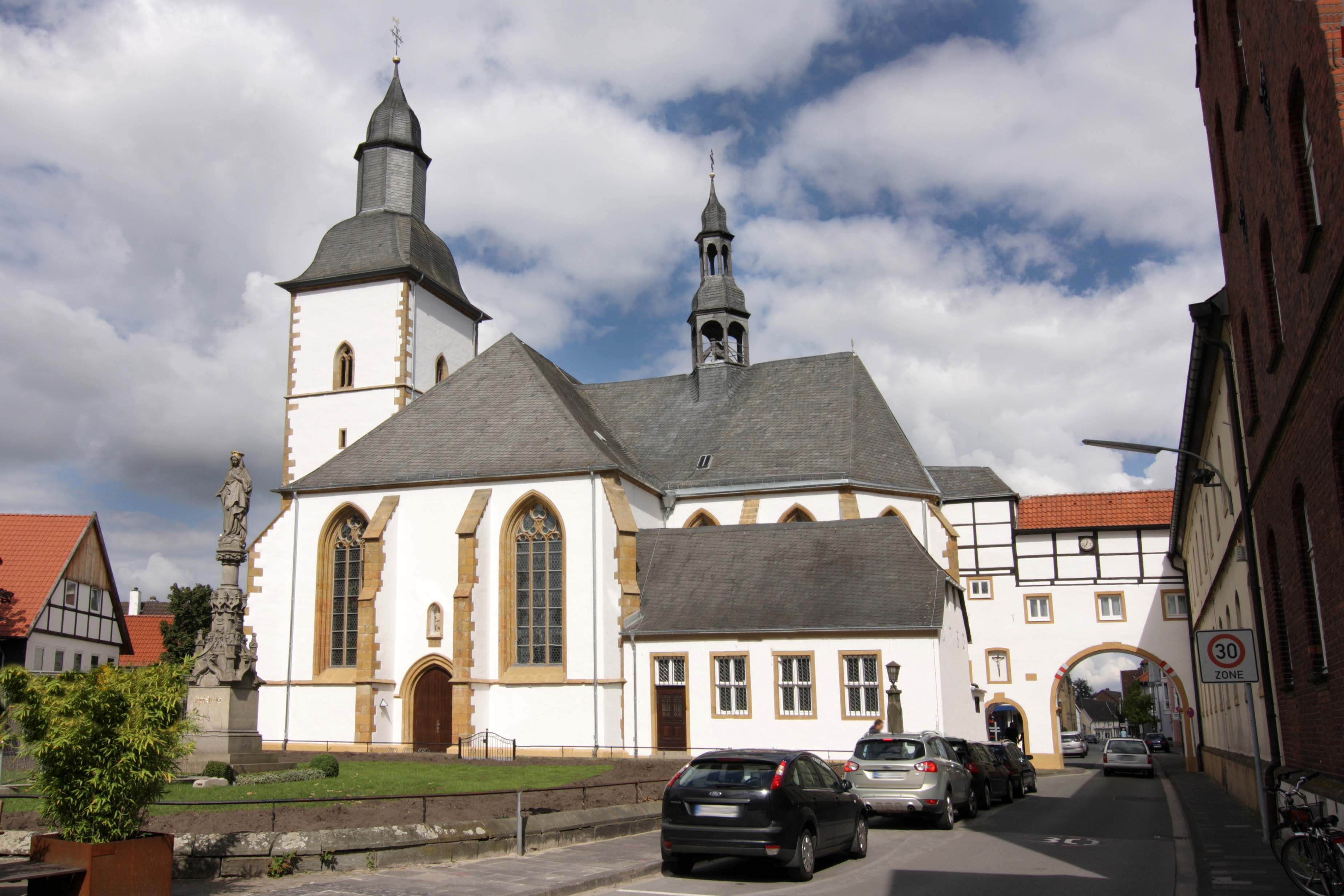
Mária-templom (Marienkirsche)
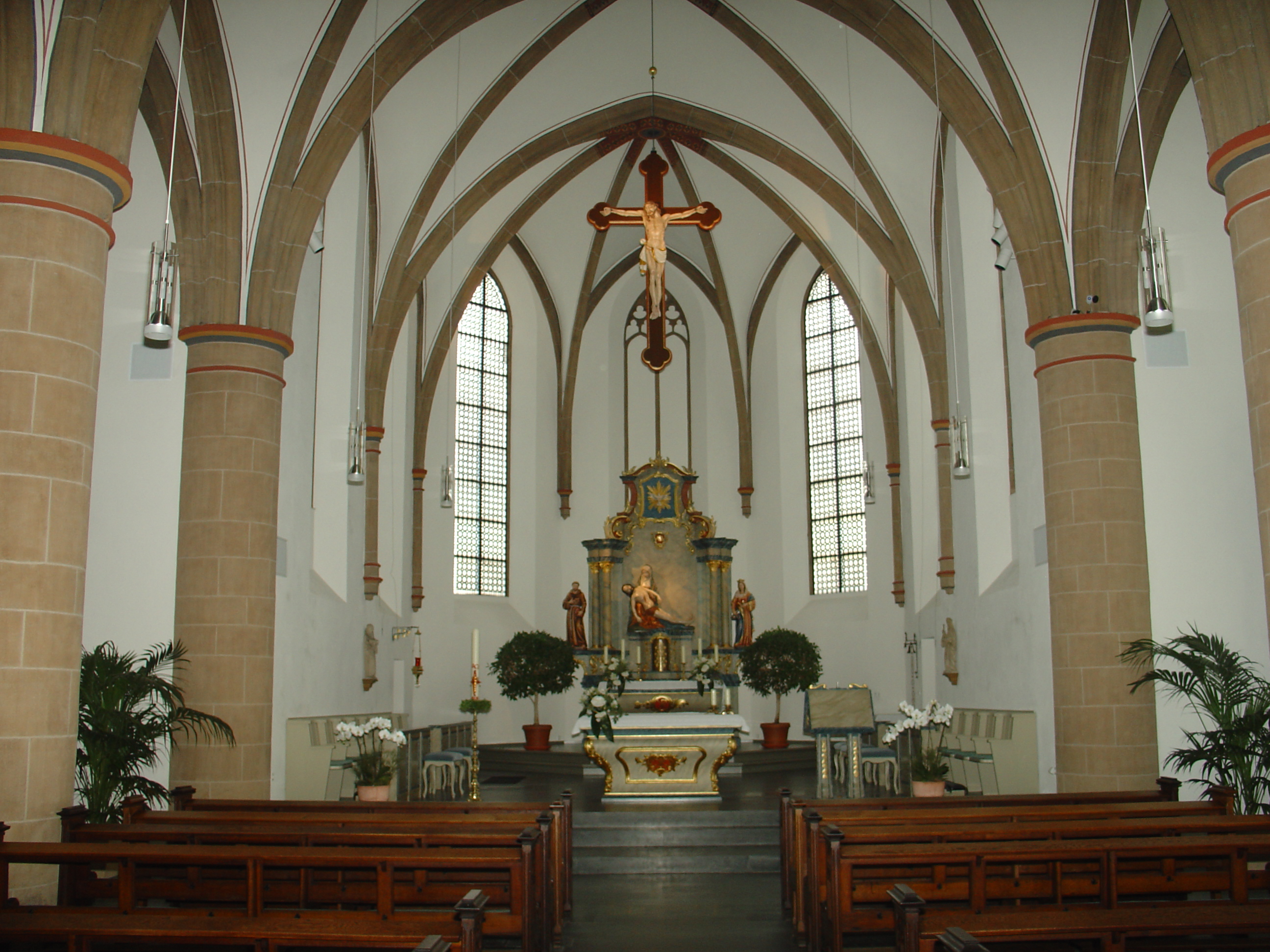
Mária-templom (Marienkirsche)
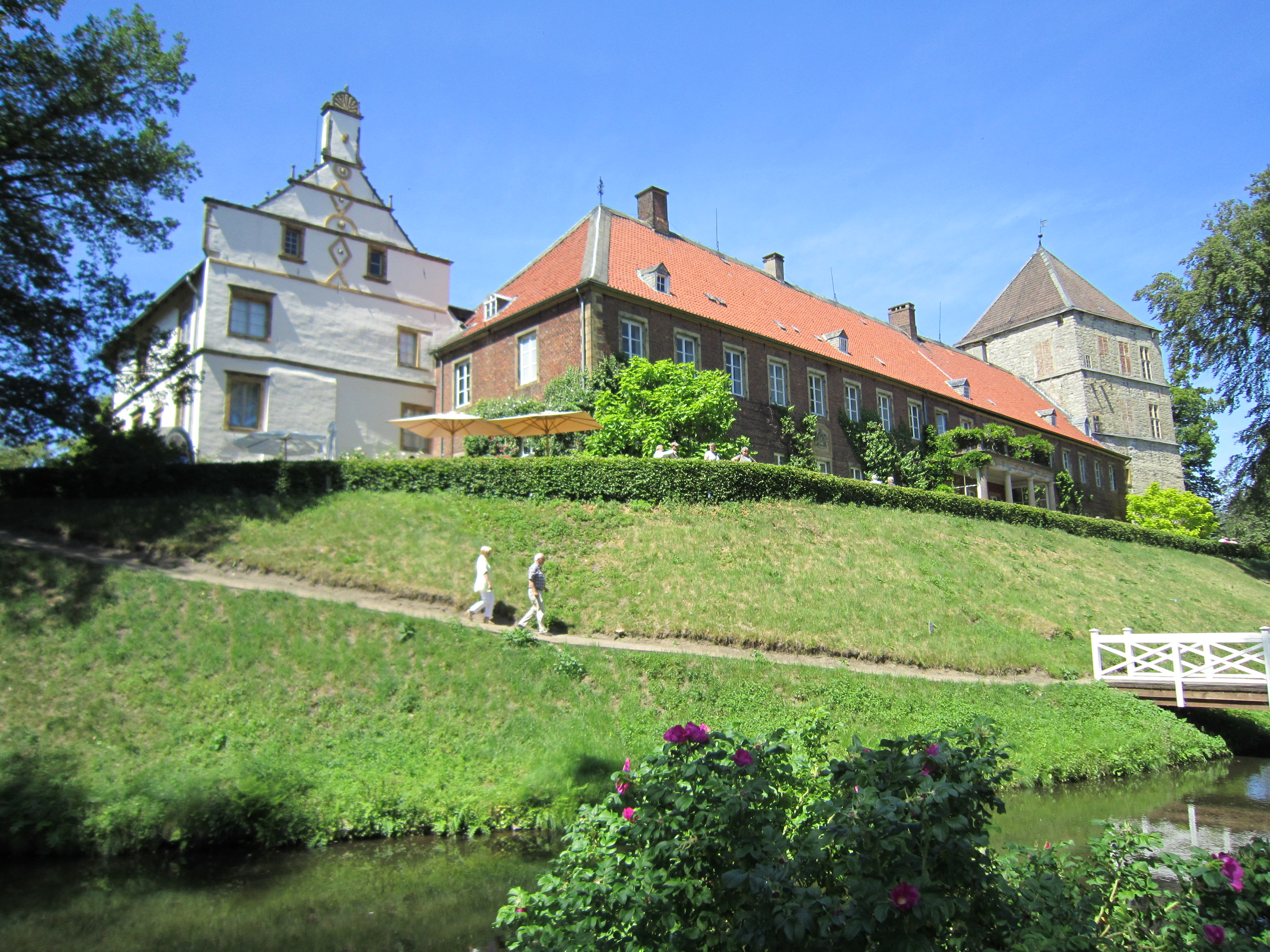
Rheda Schloss
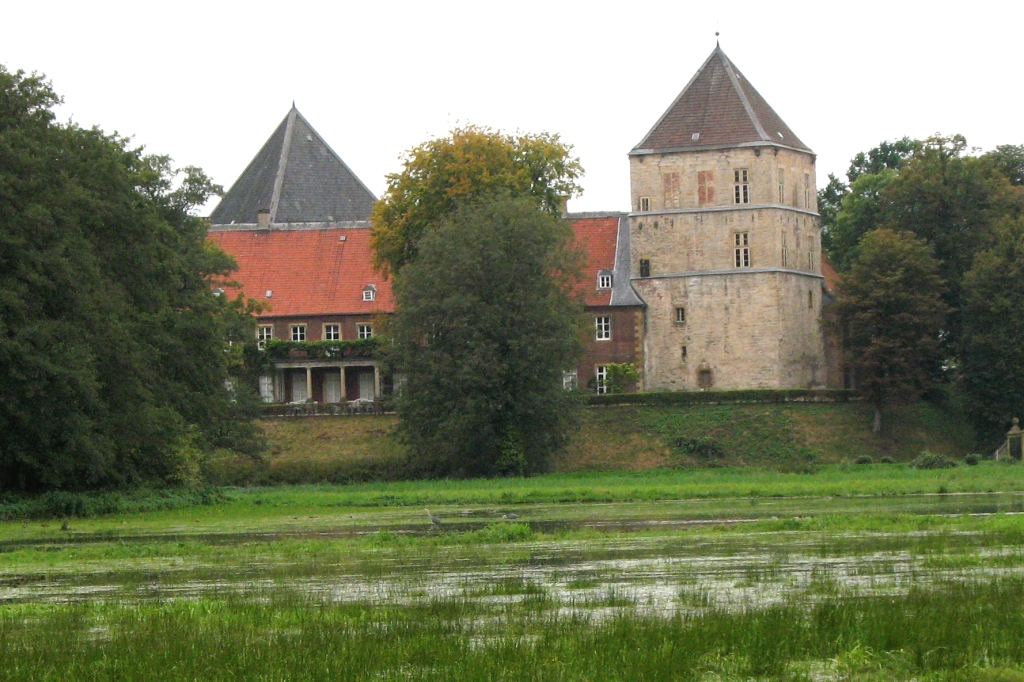
Rheda, Scloss
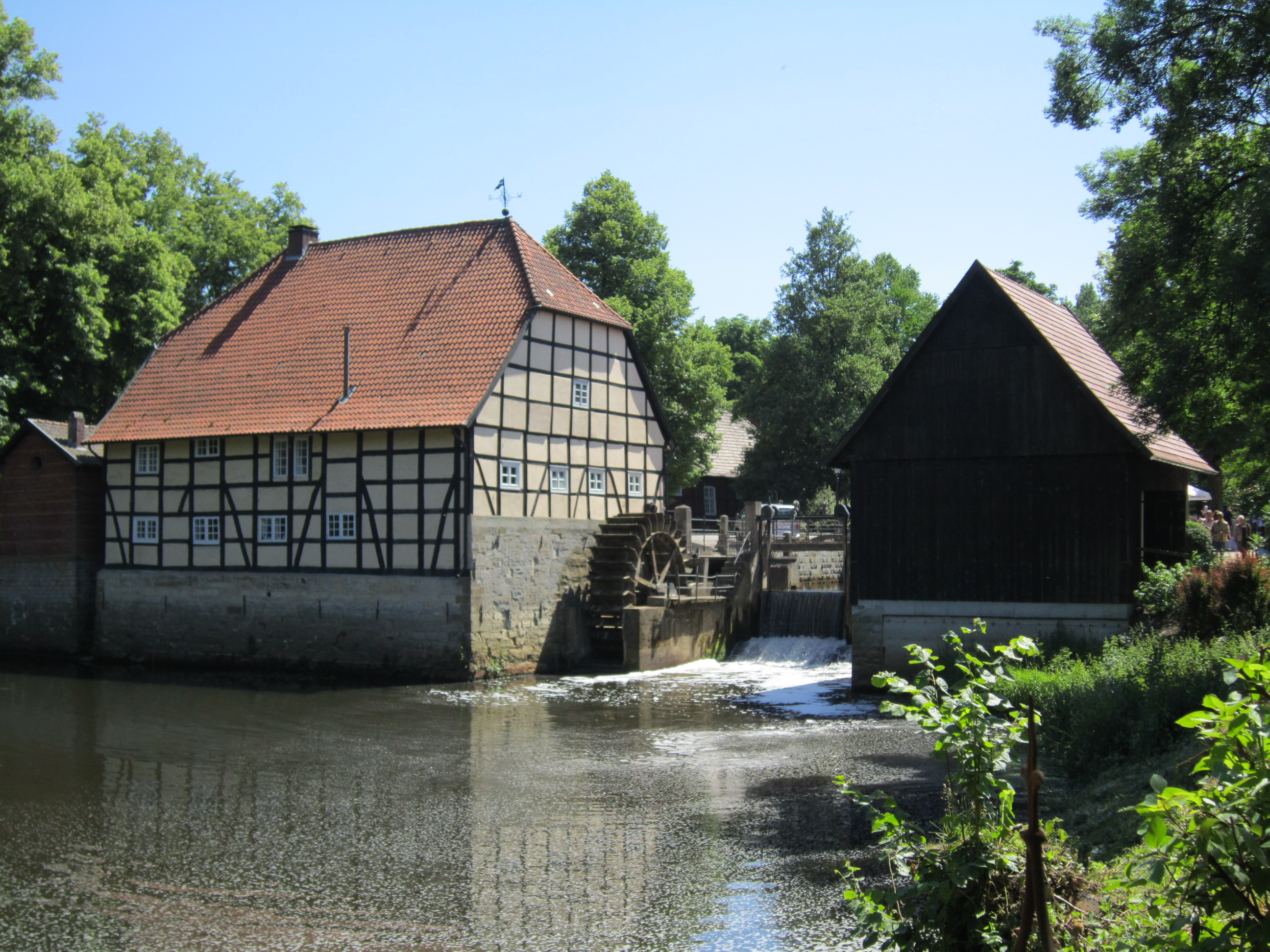
Rheda, Vizimalom (Wassermühle)
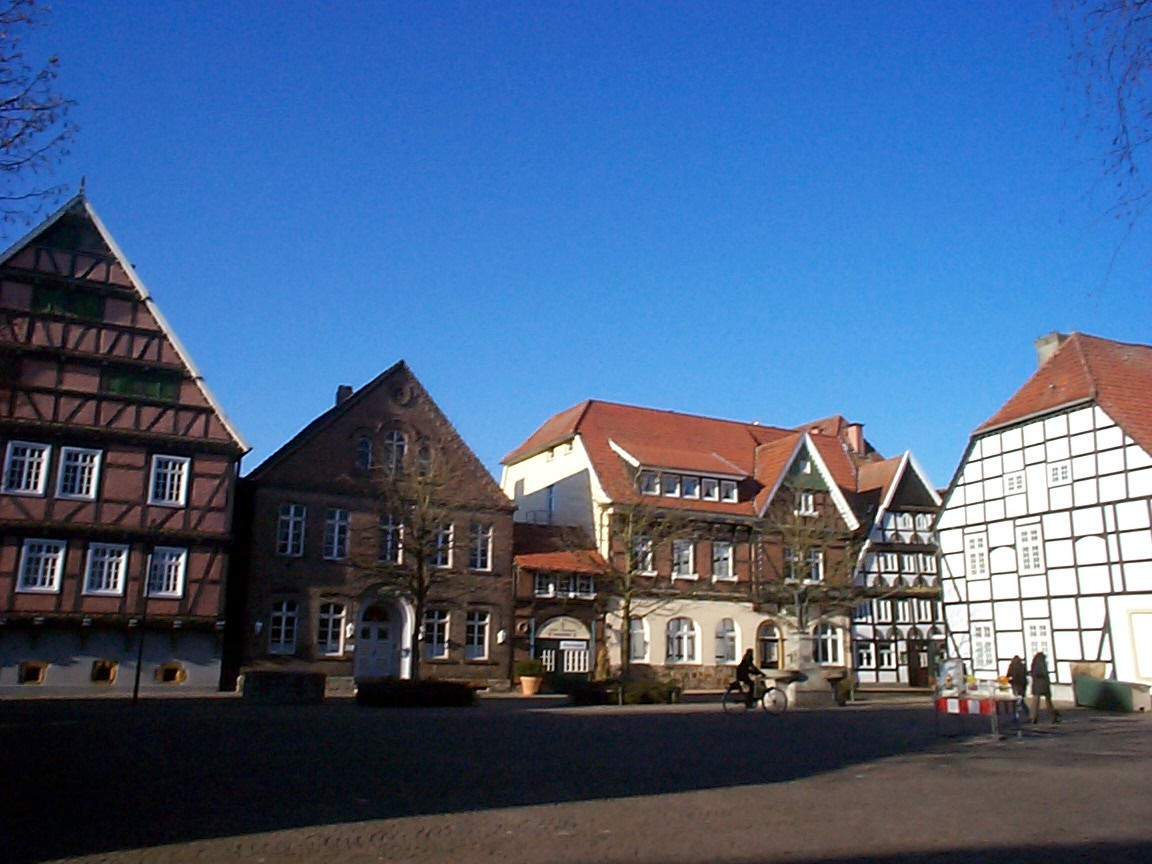
Marktplatz
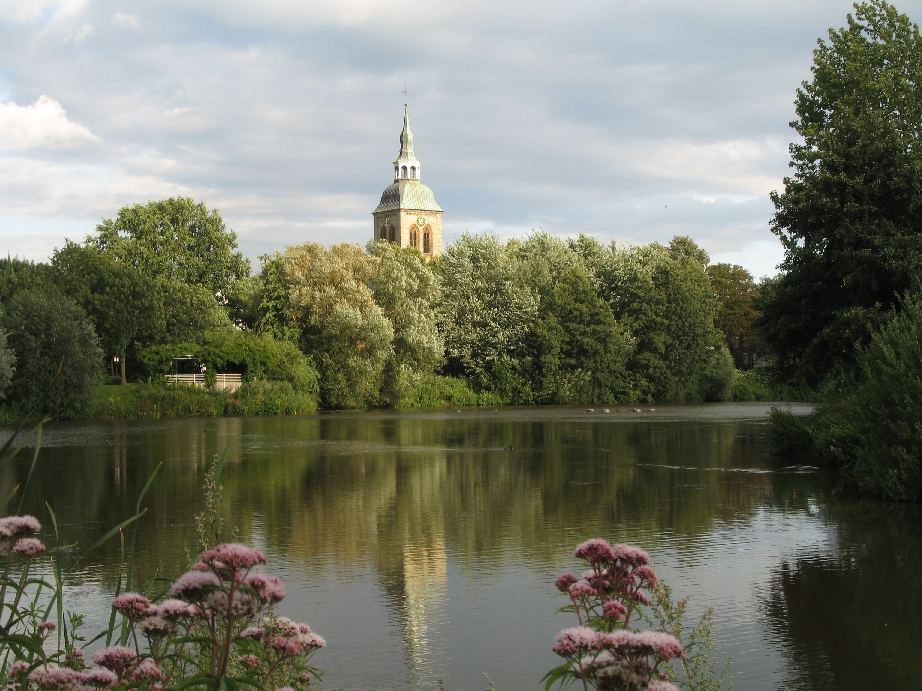
Rheda, Emssee